# Robert-Koch-Preis
Der Robert-Koch-Preis ist eine der angesehensten wissenschaftlichen Auszeichnungen der Bundesrepublik Deutschland. Mit ihm werden seit 1960 jährlich, unter der Schirmherrschaft des Bundesgesundheitsministers, Forscher für ihre hervorragenden, international anerkannten biomedizinischen Forschungsleistungen ausgezeichnet. Gefördert werden soll speziell die Grundlagenforschung auf dem Gebiet der Infektionskrankheiten sowie weitverbreiteter Erkrankungen wie etwa Krebs.
Er wird im Gedenken an Robert Koch verliehen von der Robert-Koch-Stiftung und ist mit 120.000 € einer der höchstdotierten medizinischen Preise in Deutschland. Die Stiftung verleiht außerdem die Robert-Koch-Medaille in Gold für das Lebenswerk und vergibt Postdoktorandenpreise für exzellente Publikationen des wissenschaftlichen Nachwuchses.

## Preisträger
Die Liste der Ausgezeichneten folgt der Liste der Robert-Koch-Stiftung.
- 1960 Hugo Braun, René Dubos, Toshiaki Ebina, Ludwig Heilmeyer, Franz Redeker und Josef Tomcsik
- 1962 John Franklin Enders, Albert Sabin, Jonas Salk
- 1963 Tomizo Yoshida
- 1965 Gertrud Meißner
- 1966 Karl Bartmann
- 1968 Heinz Stolp, Arthur Brockhaus und Hans-Werner Schlipköter
- 1970 William M. Hutchison und Jørgen C. Siim, Pirjo Mäkelä
- 1971 Gertrude Henle und Werner Henle
- 1972 Lubertus Berrens und Alain L. de Weck
- 1973 Jean Lindenmann und Hans Gerhard Schwick
- 1974 Norbert Hilschmann
- 1975 Harald zur Hausen und Heinz-Günter Wittmann
- 1976 Richard A. Finkelstein und Mark H. Richmond
- 1977 Jean Dausset und Jon van Rood
- 1978 Albrecht Kleinschmidt und Heinz Ludwig Sänger
- 1979 Ruth Arnon und Peter Starlinger
- 1980 César Milstein und Lewis W. Wannamaker
- 1981 Robert M. Chanock und Lars Å. Hanson
- 1982 Raymond L. Erikson und Franz Oesch
- 1983 Werner Goebel und Robert Allan Weinberg
- 1984 Walter Doerfler und Stuart F. Schlossman
- 1985 Stefania Jabłońska und Gérard Orth
- 1986 Tonegawa Susumu
- 1987 Mario Rizzetto, Rudolf Rott und John J. Skehel
- 1988 Donald Metcalf
- 1989 Irun R. Cohen und Alex J. van der Eb
- 1990 Lloyd J. Old
- 1991 Walter Fiers und Tadatsugu Taniguchi
- 1992 Kary Mullis
- 1993 Hans-Georg Rammensee, Daniel W. Bradley und Michael Houghton
- 1994 Volkmar Braun und Manuel Elkin Patarroyo
- 1995 Shigekazu Nagata und Peter H. Krammer
- 1996 Fritz Melchers und Klaus Rajewsky
- 1997 Philippe J. Sansonetti
- 1998 Yuan Chang und Patrick S. Moore
- 1999 Ralph M. Steinman
- 2000 Stanley Falkow
- 2001 Axel Ullrich
- 2002 Rudolf Jaenisch
- 2003 Adriano Aguzzi
- 2004 Shizuo Akira, Bruce Beutler und Jules Hoffmann
- 2005 Brian Druker
- 2006 Peter Palese und Yoshihiro Kawaoka für Forschungsarbeiten über Grippeviren
- 2007 Pascale Cossart für ihre Forschungsarbeiten auf dem Gebiet der zellulären Mikrobiologie
- 2008 Hans Robert Schöler, Irving L. Weissman und Shin’ya Yamanaka für Forschungsarbeiten auf dem Gebiet der Stammzellenforschung.
- 2009 Carl F. Nathan für Forschungsarbeiten über die Mechanismen der antibakteriellen Infektabwehr.
- 2010 Max Dale Cooper für seine Beiträge zum Verständnis der Rolle unterschiedlicher Lymphozyten-Populationen in der Immunabwehr.
- 2011 Jorge Galán für seine fundamentalen Beiträge zur molekularen Analyse des Infektionsvorganges.
- 2012 Tasuku Honjo für seine bahnbrechenden Arbeiten über die natürliche Optimierung von Immunreaktionen.
- 2013 Jeffrey I. Gordon für seine bahnbrechende Untersuchungen des menschlichen Mikrobioms.
- 2014 Jean-Laurent Casanova und Alain Fischer für ihre bahnbrechenden Arbeiten zum Verständnis von Wirtsgenen und ihren Produkten bei Infektionskrankheiten.
- 2015 Ralf Bartenschlager und Charles M. Rice für ihre Beiträge zum Verständnis des Lebenszyklus der Hepatitis-C-Viren.
- 2016 Alberto Mantovani, Michel C. Nussenzweig für ihre „bahnbrechenden Forschungsarbeiten […], aus denen sich neue Behandlungsmöglichkeiten etwa bei Krebs oder bei der Bekämpfung von HIV-Infektionen ergeben haben.“
- 2017 Rafi Ahmed, Antonio Lanzavecchia für ihre „bahnbrechenden Forschungsarbeiten […] zur Regulation des Immunsystems und ihre zukunftsweisenden Beiträge zur Entwicklung neuer Impfstoffe und Immuntherapien.“
- 2018 Jeffrey V. Ravetch für seine bahnbrechenden Arbeiten zur Analyse der Antikörper-Antwort.
- 2019 Rino Rappuoli für seine bahnbrechenden Arbeiten zur Entwicklung neuartiger Impfstoffe.
- 2020 Shimon Sakaguchi für die Entdeckung der regulatorischen T-Zellen.
- 2021 Yasmine Belkaid, Andreas Bäumler für Arbeiten zur Bedeutung der Mikroflora für das menschliche Immunsystem.
- 2022 Philip Felgner und Drew Weissman  für grundlegende Beiträge zum Transfer von Nukleinsäuren in Zellen.
- 2023 Timothy A. Springer und Francisco Sánchez-Madrid für ihre Pionierarbeit bei der Erforschung der Proteine, mit denen Immunzellen an andere Zellen andocken.
- 2024 Lalita Ramakrishnan für ihre Erforschung der Tuberkulose